# Un petit garçon appelé Charlie Brown
Pour plus de détails, voir Fiche technique et Distribution.
Un petit garçon appelé Charlie Brown (A Boy Named Charlie Brown) est un film américain réalisé par Bill Meléndez, sorti en 1969.

## Synopsis
Rien ne réussit au petit Charlie Brown qui a fait perdre son équipe lors de la dernière partie de baseball. Pour redorer son blason, en compagnie de son copain Linus et de son chien Snoopy, il se rend à New York pour participer à un concours d'orthographe. Mais il est éliminé à cause d'une seule faute et rentre chez lui frustré avec l'envie de se défouler en disputant un match de football. 

## Fiche technique
- Titre original : A Boy Named Charlie Brown
- Titre français : Un petit garçon appelé Charlie Brown
- Réalisation : Bill Meléndez
- Scénario : Charles M. Schulz d'après son œuvre dessinée Peanuts
- Opérateur : Wally Bulloch
- Conception graphique : Ellie Bogardus, Evert Brown, Jan Green, Bernard Gruver, Ruth Kissane, Ed Levitt, Charles McElmurry, Alan Shean, Dean Spile
- Animation : Maggie Bowen, Bob Carlson, Ken Champin, Herman Cohen, Lew Irwin, Sam Jaimes, Gerry Kane, Faith Kovaleski, Bror Lansing, Bill Littlejohn, Don Lusk, Bob Matz, Barrie Nelson, Ken O'Brien, Spencer Peel, Jay Sarbry, Frank Smith, Hank Smith, Russ von Neida, Rudy Zamora
- Son : Sid Nicholas, Don Minkler, Bill Mumford
- Montage : Robert T. Gillis, Chuck McCann, Steven Cuitlahuac Meléndez
- Musique : Vince Guaraldi
- Chansons : 
  - Générique VO : A Boy Named Charlie Brown, écrite, composée et interprétée par Rod McKuen
  - Générique VF : Charlie Brown, écrite et interprétée par Serge Gainsbourg[2],[3]
  - Failure Face, Champion Charlie Brown, We Lost Again, Class Champion, You'll Either Be a Hero… or a Goat, Bus Station, National Spelling Bee, B-E-A-G-E-L et I'm Never Going to School Again, paroles et musique de Rod McKuen
  - Big City, paroles et musique de Rod McKuen et Vince Guaraldi
  - I Before E, paroles et musique de John Scott Trotter, Bill Meléndez et Al Shean
- Musique additionnelle : Sonate pour piano no 8 (Pathétique) de Ludwig van Beethoven, interprétée par Ingolf Dahl
- Producteurs : Bill Meléndez, Lee Mendelson
- Sociétés de production : Cinema Center Films, Lee Mendelson Film Productions, Inc, Bill Meléndez Productions, UFS (United Feature Syndicate)
- Sociétés de distribution : Pathé Distribution, Paris Nord Distribution, Prodis, Rex Oreg
- Pays d'origine :  États-Unis
- Langue : anglais
- Format : couleur (Technicolor) — 35 mm — Formats de projection 1.33:1 et 1.85:1 (4/3 et 16/9) — monophonique
- Genre : cinéma d'animation, comédie
- Durée : 73[1]↔86 minutes
- Dates de sortie :
  - États-Unis : 4 décembre 1969
  - France : 13 octobre 1971 dans les salles[4]
- Mention CNC : tous publics (visa d'exploitation no 38255 délivré le 23 septembre 1971)

## Distribution
- Peter Robbins : voix anglaise de Charlie Brown
- Pamelyn Ferdin : voix anglaise de Lucy van Pelt
- Glenn Gilger : voix anglaise de Linus van Pelt
- Andy Pforsich : voix anglaise de Schroeder
- Erin Sullivan : voix anglaise de Sally Brown
- Bill Meléndez : voix anglaise de Snoopy

## Distinction

### Nomination
- Oscar du cinéma 1970 : Rod McKuen, John Scott Trotter, Bill Meléndez, Al Shean, Vince Guaraldi nommés pour l'Oscar de la meilleure musique de film.